# 30. Międzynarodowy Festiwal Filmowy w Wenecji
30. Międzynarodowy Festiwal Filmowy w Wenecji odbył się w dniach 23 sierpnia – 5 września 1969 roku. W czasie tej edycji imprezy nie obradowało jury, gdyż w latach 1969-1979 nie przyznawano na festiwalu nagród konkursowych.

## Laureaci nagród
Honorowy Złoty Lew
- Luis Buñuel